# Harmandir Sahib
L'Harmandir Sahib (en panjabi: ਹਰਿਮੰਦਰ ਸਾਹਿਬ) també anomenat "temple Daurat", és un temple sikh que es troba a la ciutat índia d'Amritsar, al Panjab, a prop de la frontera pakistanesa. Els sikhs el consideren el seu temple més sagrat i hi han de pelegrinar, per pregar i oferir les seves oracions, almenys una vegada a la vida.

## Etimologia
L'Harmandir Sahib és conegut principalment al món occidental com temple Daurat o temple d'Or d'Amritsar.
El seu nom té diferents variants: 
- ਹਰਿਮੰਦਰ ਸਾਹਿਬ o ਹਰਿਮੰਦਿਰ ਸਾਹਿਬ
- Hari Mandir (temple d'Hari, d'hari: 'Déu', i mandira: 'temple')
- Harimandira Sahib
- Harimandir Sahib
- Harimandar
- Darbar Sahib (temple de Déu)

## Història

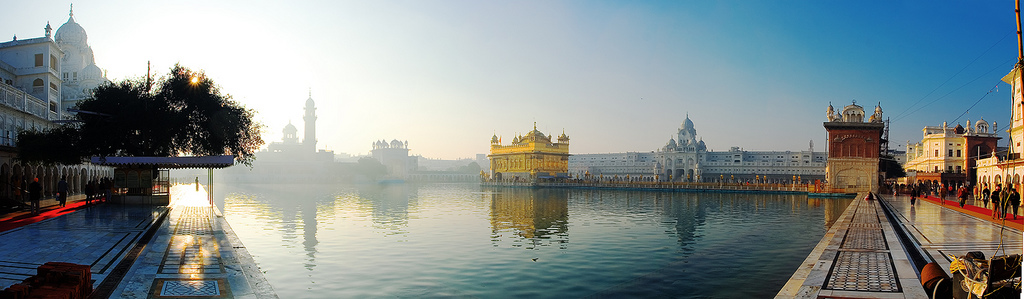
El temple Daurat és el centre d'adoració dels sikhs

Va ser el 1577 quan el Guru Ram Das Ji va fer un pou a l'actual lloc del temple, que actualment és l'estany artificial que envolta el temple. Aquest estany és anomenat Amritsar, que significa 'piscina de nèctar', i que és actualment el nom de la ciutat. La construcció del temple es va iniciar el 1588 pel Guru Arjan Dev Ji. La construcció va finalitzar el 1604 pel mateix Arjan Dev. En aquest mateix any, es va instal·lar a l'altar del temple l'Adi Granth, que és l'escriptura sagrada dels sikhs, i que és considerada per ells com l'actual guru o guia espiritual. El primer Granthi o lector va ser Bhuda Baba Ji.
L'arquitectura del temple és una representació simbòlica del pensament sikh: el temple té quatre entrades, una a cada costat, simbolitzant, entre altres aspectes, l'obertura dels sikhs a totes les persones de qualsevol religió, nacionalitat, sexe, color o ètnia. No existeixen restriccions per a entrar-hi, excepte l'observança de les normes de conducta més elemental com: cobrir-se el cap, no usar sabates, vestir-se de manera sòbria, ser respectuós, seure a terra com a mostra de respecte a l'Adi Granth i a Déu, no beure alcohol, no menjar porc i no drogar-se al temple.
El manteniment del temple es fa exclusivament per mà d'obra voluntària dels mateixos sikhs. Els fons per a aquest manteniment també prové de donacions fetes pels sikhs de tot el món.

## OperacióBlue Star

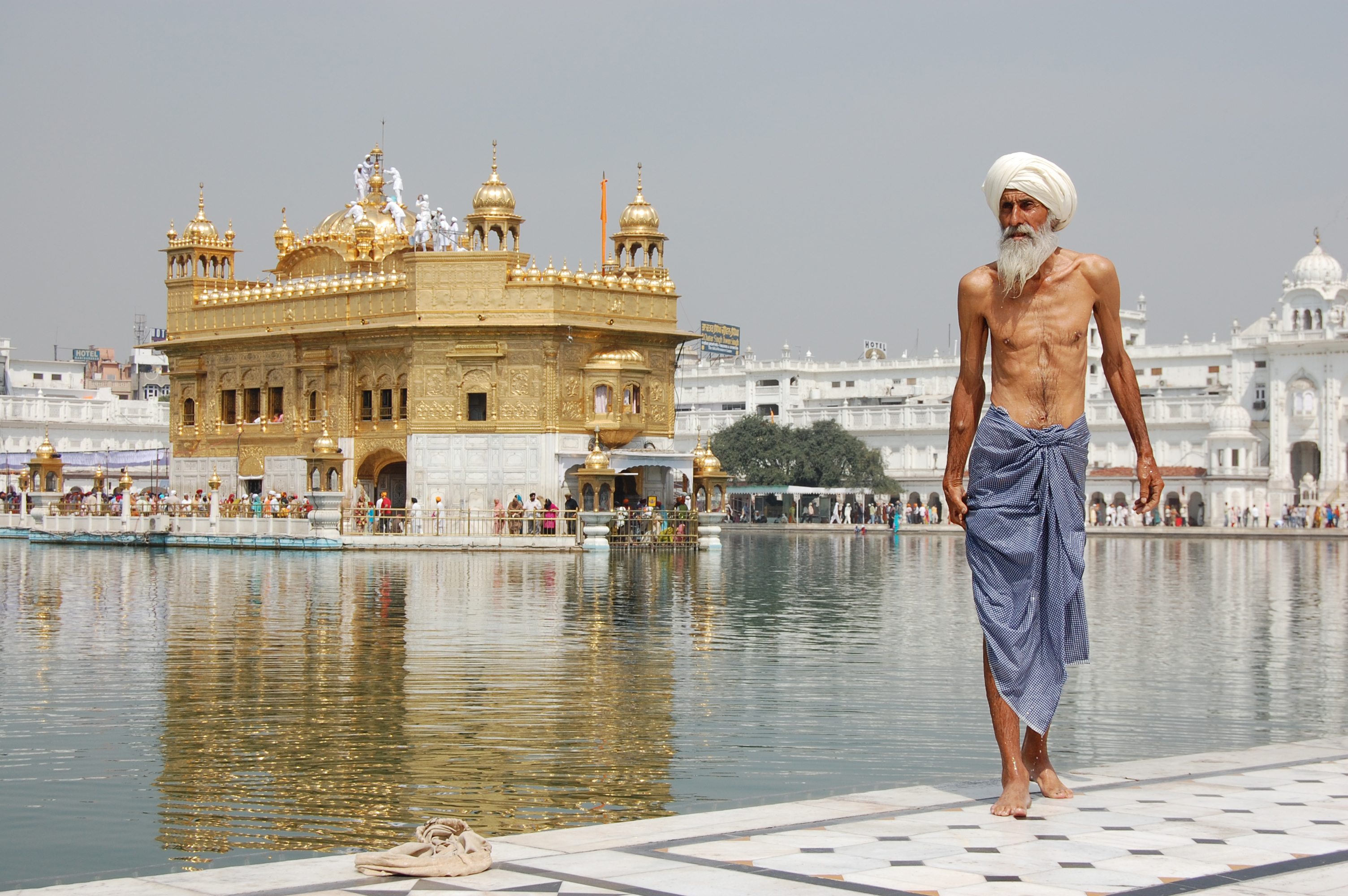
Pelegrí enfront del temple Daurat

El líder sikh Jarnail Singh Bhindranwale i els seus seguidors es van refugiar al temple durant la seva temptativa independentista. Aleshores, la primera ministra Indira Gandhi va ordenar l'operació Bluestar ('estrella blava') per arrestar Bhindranwale i destruir les seves forces. Entre els dies 3 i 6 de juny de 1984, l'exèrcit de l'Índia va assaltar l'interior del temple Daurat. L'operació va ser encapçalada pel general Kaldip Singh Brar, de la 9a divisió d'infanteria. Van morir molts dels seguidors de Bhindranwale, alguns soldats del govern i molts visitants religiosos, als quals se'ls va prohibir abandonar el temple tan bon punt van començar els intensos tirotejos. Un recompte oficial va declarar que van morir 83 soldats i 492 civils.
Molts sikhs van considerar l'atac com una profanació al seu lloc més sagrat. Indira Gandhi va ser assassinada per dos dels seus guardaespatlles -tots dos sikhs- el 31 d'octubre de 1984.
El govern federal indi de Rajiv Gandhi va ordenar reparar el temple -sense cap consulta als sikhs-. El 1986, els sikhs van eliminar totes les reparacions. El 1999, es va acabar un nou temple, amb fons i mà d'obra aportat pels pelegrins.